# Свети Илия (Блатец)
Вижте пояснителната страница за други значения на Свети Илия.
„Свети Илия“ (на македонска литературна норма: „Свети Илија“) е възрожденска православна църква във винишкото село Блатец, източната част на Република Македония. Част е от Брегалнишката епархия на Македонската православна църква – Охридска архиепископия. Църквата е построена в 1850 година.
Представлява трикорабна базилика с равни красиво резбовани тавани. Резбовани са и големият кръст на иконостаса и царските двери. На самия иконостас и на останатите части на църквата се намират 77 икони, от които една част са изработени в 1858 година от видния зограф Николай Михайлов. Неговият подпис се намира на иконата „Зачетие на Света Ана“.
На северната страна на църквата, под самия покрив се намира надпис, в който пише, че църквата е градена в 1850 година. Повечето от книгите в църковната библиотека са набавени от Цариград в 1858 година. В тях се пазят летописни бележки – за ръкополагане на свещеници, за земетресение в Блатец в 1903 година, за холера в Блатец и Липец, от която умрели много хора, предимно деца.